# نادي لاردة
يونيو سبورتيفا ييدا (بالإسبانية: Unió Esportiva Lleida)‏ نادي كرة قدم إسباني يلعب في دوري الدرجة الثالثة الإسباني. تم تأسيس النادي في عام 1939 .